# عملية الفأس
عملية الفأس هو هجوم نفذه عامل فلسطيني في 2009/4/5 داخل مستوطنة «بيت عين» المقامة على أراضي جنوب مدينة بيت لحم مما أدى الهجوم إلى مقتل إسرائيلي وجرح آخر وصفت جراحه بالمتوسطة.

## الخلفية
كان المستوطنون الإسرائيليون يشنون سلسلة هجمات ضد الفلسطينيين في الضفة الغربية فكانت العملية رد على سلسلة الهجمات وكان المستوطنون قبل العملية بـ3 أيام قد اقتحموا باحات المسجد الأقصى في القدس.

## الاحداث
قام عامل فلسطيني يعمل داخل المستوطنة بمهاجمة شاب إسرائيلي مستخدما فأس مما أدى إلى مقتل الشاب الإسرائيلي ومن ثم قام العامل بمهاجمة إسرائيلي آخر مما أدى إلى إصابته بجروح متوسطة في منطقة الرأس وبعدها لاذ المنفذ بالفرار وتم القبض عليه بتاريخ 2009/4/26.